# Ladislao Diwa
Ladislao Diwa (Cavite City, 27 juni 1863 - 12 maart 1930) was een Filipijns onafhankelijkheidsstrijder en medeoprichter van de ondergrondse verzetsbeweging Katipunan. 

## Biografie
Ladislao Diwa werd geboren in San Roque in de Filipijnse stad Cavite City. Hij was het derde kind van tien kinderen van Mariano Diwa en Cecilia Nocon. Diwa behaalde een Bachelor of Arts-diploma aan het Colegio de San Juan de Letran. Hij volgde 14 jaar lang een opleiding tot priester, maar stopte uiteindelijk vlak voor zijn wijding tot priester, vanwege bezwaren van zijn vader. Daarna studeerde Diwa rechten aan de University of Santo Tomas. Daar leerde hij onder meer Jose Rizal kennen. Ook woonde hij samen met Andres Bonifacio en Teodoro Plata.
Diwa was lid van La Liga Filipina. Na de deportatie van Rizal naar Dapitan in 1892 stelde hij Bonifacio en Plata voor om een nieuwe meer radical organisatie op te richten om de koloniale overheersing door de Spanjaarden te bestrijden. Op 7 juli 1892 werd de Katipunan opgericht, waarbij de bedoeling was dat elk lid behoorde tot een groepje van slechts drie leden, zodat iedereen maximaal drie anderen zou kennen. Ieder lid nam ook een schuilnaam aan, om de kans op ontdekking zo klein mogelijk te maken. Diwa nam de naam Balete aan en vormde een driehoek met Bonifacio en Plata. Ook vormde hij een andere driehoek met Roman Basa en Teodora Gonzales. Diwa vervulde belangrijke functies binnen de Katipunan. Na de aanstelling als vrederechter in Pangasinan slaagde hij er in om ook in centraal Luzon diverse nieuwe leden te rekruteren voor de Katipunan. Zo rekruteerde hij onder meer Francisco Makabulos voor de revolutionaire beweging.
Na de ontdekking van de Katipunan werd hij door de Spanjaarden gearresteerd en gevangengezet in Fort Santiago waar hij werd gemarteld om tot een bekentenis te komen. Toevalligerwijs zat hij samen in de cel met zijn Plata, die in februari 1897 zou worden geexecuteerd. Vijf dagen na de executie van Plata werd Diwa onverwacht vrijgelaten in een uitruil met Spaanse gevangenen. Hij wist zich weer aan te sluiten bij de revolutionaire troepen en speelde een belangrijke rol bij de overgave van de Spaanse troepen onder leiding van Leopoldo Garcia Oena op 28 mei 1898. Hiervoor werd hij tot kolonel gepromoveerd. Nadat Emilio Aguinaldo de Filipijnse onafhankelijkheid uitriep werd Diwa aangesteld als eerste gouverneur van de provincie Cavite.
Gedurende  de tweede fase van de Filipijnse Revolutie was hij secretaris van generaal Mariano Trias. Nadat president Emilio Aguinaldo door de Amerikanen gevangen was genomen gaven hij en Trias zich in maart 1901 ook over. Nadat hij een eed van trouw aan de VS had afgelegd werd Diwa klerk in een rechtbank in Cavite. Ook doceerde hij aan het zelf door hem opgerichte Ligaya College. Ook was hij plantagehouder in Tagaytay en Mendez.
Diwa overleed in 1930 op 66-jarige leeftijd aan nefritis. Hij was getrouwd met Felisa Dandan. Ze kregen drie kinderen, waarvan er twee de volwassen leeftijd bereikten. Met zijn tweede vrouw Honorata Crescini kreeg hij nog eens vijf kinderen.